# Дэн Чжосян
Дэн Чжосян (кит. трад. 鄧卓翔, упр. 邓卓翔, пиньинь Dèng Zhuōxiáng; 24 октября 1988, Ухань, Хубэй) — китайский футболист, полузащитник клуба «Ухань Саньчжэнь» и национальной сборной КНР.

## Карьера

### Клубная
Профессиональную карьеру игрок начал в 2005 году в команде «Ухань Хуанхэлоу», которая выступала в китайской Суперлиге, однако дебютировал только в следующем сезоне - 12 июля 2006 года он вышел в игре против «Тяньцзинь Тэда», а его команда проиграла со счётом 3-4. В сезоне выходил в основном на замену, всего же провёл в составе «Уханя» 10 игр. В сезоне 2007 года стал выходить на поле чаще, а 27 марта забил дебютный гол в матче против «Циндао Чжуннэн», в котором его команда победила 1-0. Дэн стал игроком основного состава, но «Ухань» в сезоне 2008 года потерял место в Суперлиге, а затем был расформирован.
На базе расформированного «Уханя» создавался ФК «Хубэй», который в сезоне 2009 года отдал Дэна в аренду вышедшему в Суперлигу клубу «Цзянсу Сайнти». В новой команде игрок смог найти себя, принял участие в 29 матчах лиги, забил пять мячей и отдал шесть результативных передач. 4 декабря 2009 года Дэн Чжосян был отмечен наградой Китайской футбольной ассоциации как «Лучший молодой игрок года». После этого некоторое время провёл в клубе «Шаньдун Лунэн». В составе «Шаньдуна» 24 февраля 2010 года дебютировал в игре Лиге чемпионов АФК против «Санфречче Хиросима», которую его команда выиграла 1-0. В основе «Шаньдуна» игроку приходилось конкурировать за место с Ван Юнпо, однако он выдержал и стал игроком основного состава. С «Шаньдун Лунэн» выиграл титул чемпиона Китая 2010 года.
6 февраля 2012 года Дэн перешёл в команду «Цзянсу Сайнти».

### Международная
Дэн дебютировал за национальную сборную 18 июля 2009 года в товарищеском матче против команды Палестины, в которой Китай одержал победу 3-1. В основном появлялся на поле в товарищеских матчах, а первым крупным международным турниром стал Чемпионат Восточной Азии по футболу 2010 года, на котором он забил дебютный гол в ворота сборной Южной Кореи и таким образом помог сборной впервые за много лет выиграть у Южной Кореи, прервав своеобразную «кореефобию».
В июне 2010 года Дэн забил за сборную со штрафного команде Франции в рамках подготовки к Чемпионату мира, его мяч оказался решающим. В июне 2011 года Дэн вновь забил и его гол оказался решающим в матче против сборной КНДР.

## Клубная статистика
| Клуб            | Сезон | Дивизион | Лига | Лига | Кубок | Кубок | Континент | Континент | Всего | Всего |
| Клуб            | Сезон | Дивизион | Игры | Голы | Игры  | Голы  | Игры      | Голы      | Игры  | Голы  |
| --------------- | ----- | -------- | ---- | ---- | ----- | ----- | --------- | --------- | ----- | ----- |
| Ухань Хуанхэлоу | 2006  | 1        | 10   | 0    | 0     | 0     | -         | -         | 10    | 0     |
| Ухань Хуанхэлоу | 2007  | 1        | 15   | 2    | -     | -     | -         | -         | 15    | 2     |
| Ухань Хуанхэлоу | 2008  | 1        | 10   | 1    | -     | -     | -         | -         | 10    | 1     |
| Цзянсу Сайнти   | 2009  | 1        | 29   | 5    | -     | -     | -         | -         | 29    | 5     |
| Шаньдун Лунэн   | 2010  | 1        | 28   | 5    | -     | -     | 2         | 0         | 30    | 5     |
| Шаньдун Лунэн   | 2011  | 1        | 20   | 2    | -     | -     | -         | -         | 20    | 2     |
| Цзянсу Сайнти   | 2012  | 1        | 0    | 0    | -     | -     | -         | -         | 0     | 0     |
| Всего           | Всего | Всего    | 112  | 15   | 0     | 0     | 2         | 0         | 114   | 15    |

### Голы за национальную сборную
В списке результатов голы Китая представлены первыми.
| № | Дата            | Место                                             | Соперник           | Счёт | Результат | Соревнование                                            |
| - | --------------- | ------------------------------------------------- | ------------------ | ---- | --------- | ------------------------------------------------------- |
| 1 | 10 февраля 2010 | Стадион Аджиномото, Токио, Япония                 | Республика Корея   | 3-0  | 3-0       | Чемпионат Восточной Азии по футболу 2010                |
| 2 | 4 июня 2010     | Стад Мишель Волнэ, Сент-Пьер, Реюньон             | Франция            | 1-0  | 1-0       | Товарищеский матч                                       |
| 3 | 22 декабря 2010 | Стадион Юэсюшань, Гуанчжоу, КНР                   | Северная Македония | 1-0  | 1-0       | Товарищеский матч                                       |
| 4 | 2 января 2011   | Qatar SC Stadium, Доха, Катар                     | Ирак               | 3-2  | 3-21      | Товарищеский матч                                       |
| 5 | 8 января 2011   | Аль Гарафа, Доха, Катар                           | Кувейт             | 2-0  | 2-0       | Кубок Азии по футболу 2011                              |
| 6 | 8 июня 2011     | Центр Олимпийских видов спорта Гуйяна, Гуйян, КНР | КНДР               | 1-0  | 2-0       | Товарищеский матч                                       |
| 7 | 28 июля 2011    | Новый Национальный стадион, Вьентьян, Лаос        | Лаос               | 3-1  | 6-1       | Чемпионат мира по футболу 2014 (отборочный турнир, АФК) |
| 8 | 28 июля 2011    | Новый Национальный стадион, Вьентьян, Лаос        | Лаос               | 4-1  | 6-1       | Чемпионат мира по футболу 2014 (отборочный турнир, АФК) |

- 1 Не международный матч категории 'A' по классификации ФИФА

## Достижения

### Клубные
«Шаньдун Лунэн»:
- Чемпион Китая по футболу : 2010

### Международные
Китай (до 17):
- Чемпион Азиатской футбольной конфедерации (до 17 лет) : 2004

 Китай:
- Чемпион Восточной Азии : 2010

### Личные
- Лучший молодой игрок года (КФА) : 2009